# Bonnerue (Libramont-Chevigny)
Pour les articles homonymes, voir Bonnerue.
Bonnerue est un hameau de la commune belge de Libramont-Chevigny située en Région wallonne dans la province de Luxembourg. Avant la fusion des communes de 1977, il faisait partie de la commune de Moircy.